# Rozavlea, Maramureș
Rozavlea este satul de reședință al comunei cu același nume din județul Maramureș, Transilvania, România.

## Istoric
Capitală voievodală în 1355, când voievod de Maramureș era Ioan, fiul lui Iuga (Villa Iohanis Woyvode „Curtea voievodului Ioan"). 
Prima atestare documentară: 1373 (villa Iohannis Woywode). 

## Etimologie
Etimologia numelui localității: din supranumele rom. Grovazu (< adj. grozav „puternic, violent, mare”) > (sub influența ucr.) Hrozavu > adj. pos. Hrozavja > Hrozavlea > (prin afereză) Rozavlea. 

## Lăcașuri de cult
- Biserica de lemn “Sfinții Arhangheli”, ridicată în 1717, a fost declarată monument prin Legea nr.5/2000 privind aprobarea planului de amenajare a teritoriului național.

- Bierica de lemn Șesu Mănăstirii, cu turla de 67 m, purtând hramul Sf. Gheorghe, a fost ridicată în anii ’90, pe un demisol construit din piatră.[5]

Duminică 7 august 2016, în jurul orelor 13:06, pompierii din Vișeu de Sus  au fost solicitați să intervină pentru stingerea unui incendiu izbucnit la biserica de lemn Șesu Mănăstrii din localitatea Rozavlea. Incendiul a pornit imediat după slujbă, iar flăcările au mistuit rapid întreaga biserică, localnicii abia au apucat să scoată o parte din picturi și obiectele de cult. Deși la Rozavlea au ajuns 4 autospeciale, pompierii nu au mai putut salva nimic, biserica fiind distrusă în proporție de 80%, rămânând doar demisolul construit din piatră.